# Euripus pademoides
Euripus pademoides är en fjärilsart som beskrevs av Hans Fruhstorfer 1903. Euripus pademoides ingår i släktet Euripus och familjen praktfjärilar. Inga underarter finns listade i Catalogue of Life.